# Repêchage d'expansion de la LNH 2000
Ne pas confondre avec le repêchage d'entrée dans la LNH 2000.
1999 2017
Le repêchage d'expansion de la LNH de 2000 permet l'entrée du Wild du Minnesota et des Blue Jackets de Columbus dans la ligue. Chacune des deux équipes choisit 26 joueurs, soit un par équipe établie, les deux plus récentes franchises de la ligue, les Predators de Nashville et les Thrashers d'Atlanta étant exclues en raison de leur récente arrivée dans la ligue.

## Le repêchage

### Choix des Blue Jackets de Columbus
| Rang | Joueur                 | Position | Repêché de                |
| ---- | ---------------------- | -------- | ------------------------- |
| 1    | Rick Tabaracci         | G        | Avalanche du Colorado     |
| 4    | Frédéric Chabot        | G        | Canadiens de Montréal     |
| 5    | Dwayne Roloson         | G        | Oilers d'Edmonton         |
| 8    | Mattias Timander       | D        | Bruins de Boston          |
| 9    | Bert Robertsson        | D        | Oilers d'Edmonton         |
| 11   | Tommi Rajamäki         | D        | Maple Leafs de Toronto    |
| 14   | Jamie Pushor           | D        | Stars de Dallas           |
| 16   | Lyle Odelein           | D        | Coyotes de Phoenix        |
| 17   | Radim Bičánek          | D        | Blackhawks de Chicago     |
| 19   | Mathieu Schneider      | D        | Rangers de New York       |
| 22   | Jonas Andersson-Junkka | GD       | Penguins de Pittsburgh    |
| 23   | Geoff Sanderson        | AG       | Sabres de Buffalo         |
| 26   | Turner Stevenson       | AD       | Canadiens de Montréal     |
| 28   | Robert Kron            | C        | Hurricanes de la Caroline |
| 29   | Steve Heinze           | AD       | Bruins de Boston          |
| 31   | Tyler Wright           | C        | Penguins de Pittsburgh    |
| 34   | Kevyn Adams            | C        | Maple Leafs de Toronto    |
| 36   | Dmitri Soubbotine      | A        | Rangers de New York       |
| 38   | Dallas Drake           | AD       | Coyotes de Phoenix        |
| 39   | Bruce Gardiner         | C        | Lightning de Tampa Bay    |
| 42   | Barrie Moore           | AG       | Capitals de Washington    |
| 44   | Martin Streit          | A        | Flyers de Philadelphie    |
| 45   | Kevin Dineen           | AD       | Sénateurs d'Ottawa        |
| 47   | Jeff Williams          | AG       | Devils du New Jersey      |
| 50   | Sergueï Loutchinkine   | AD       | Stars de Dallas           |
| 52   | Ted Drury              | C        | Islanders de New York     |

### Choix du Wild du Minnesota
| Rang | Joueur               | Position | Repêché de                |
| ---- | -------------------- | -------- | ------------------------- |
| 2    | Jamie McLennan       | G        | Blues de Saint-Louis      |
| 3    | Mike Vernon          | G        | Panthers de la Floride    |
| 6    | Chris Terreri        | G        | Devils du New Jersey      |
| 7    | Sean O'Donnell       | D        | Kings de Los Angeles      |
| 10   | Curtis Leschyshyn    | D        | Hurricanes de la Caroline |
| 12   | Ladislav Benýšek     | D        | Mighty Ducks d'Anaheim    |
| 13   | Chris Armstrong      | D        | Sharks de San José        |
| 15   | Filip Kuba           | D        | Flames de Calgary         |
| 18   | Oleg Orekhovsky      | D        | Capitals de Washington    |
| 20   | Ian Herbers          | D        | Islanders de New York     |
| 21   | Artiom Anissimov     | D        | Flyers de Philadelphie    |
| 24   | Stacy Roest          | C        | Red Wings de Détroit      |
| 25   | Darryl Laplante      | C        | Red Wings de Détroit      |
| 27   | Scott Pellerin       | AG       | Blues de Saint-Louis      |
| 30   | Jim Dowd             | C        | Oilers d'Edmonton         |
| 32   | Sergueï Krivokrassov | AD       | Flames de Calgary         |
| 33   | Jeff Nielsen         | AD       | Mighty Ducks d'Anaheim    |
| 35   | Jeff Odgers          | AD       | Avalanche du Colorado     |
| 37   | Steve McKenna        | A        | Kings de Los Angeles      |
| 40   | Michal Broš          | A        | Sharks de San José        |
| 41   | Joé Juneau           | C        | Sénateurs d'Ottawa        |
| 43   | Darby Hendrickson    | C        | Canucks de Vancouver      |
| 46   | Jeff Daw             | C        | Blackhawks de Chicago     |
| 48   | Stefan Nilsson       | A        | Canucks de Vancouver      |
| 49   | Zac Bierk            | G        | Lightning de Tampa Bay    |
| 51   | Cam Stewart          | AG       | Panthers de la Floride    |